# Bougainvillia principis
Bougainvillia principis är en nässeldjursart som först beskrevs av Japetus Steenstrup och Christian Frederik Lütken 1850.  Bougainvillia principis ingår i släktet Bougainvillia och familjen Bougainvilliidae. Det är osäkert om arten förekommer i Sverige. Inga underarter finns listade i Catalogue of Life.